# Anthela xanthobapta
Anthela xanthobapta is een vlinder uit de familie van de Anthelidae. De wetenschappelijke naam van de soort is voor het eerst geldig gepubliceerd door Oswald Beltram Lower.